# Júlio Sérgio
Júlio Sérgio Bertagnoli (Ribeirao Preto, Brasil, 8 de noviembre de  1978) es un futbolista brasileño que actualmente juega en el Comercial Futebol Clube (Ribeirão Preto) del Campeonato Paulista.
Antes de llegar a la AS Roma en 2006 fue portero de los equipos brasileños Botafogo, Juventude y América. Fue portero titular del equipo Giallo Rosso por delante del también brasilero Doni y el rumano Bogdan Lobonţ. Actualmente juega cedido con el Lecce después de que el nuevo director técnico de la Roma, Luis Enrique fichara los porteros Gianluca Curci y Maarten Stekelenburg.

## Carrera
Comenzó su carrera en Brasil, Botafogo, fue su primer equipo, más adelante en el Juventude en el Santos y luego de vuelta a Juventude. En enero de 2006 llegó a la A.S. Roma gracias a la recomendación del exdefensa central Antonio Carlos.
Es recordado por permanecer lesionado en un partido con A.S. Roma al no haber recambio. Firmó un contrato hasta el 30 de junio de 2010 que posteriormente se le renovó hasta el 30 de junio de 2014.

## Note
1. ↑  Stefano Boldrini (2010). «Ficha Julio Sergio». ESPN Deportes.

- Datos: Q463751